# Sułtanmuratowo
Sułtanmuratowo (ros. Султанмуратово) – wieś (sieło) w Rosji, w Baszkortostanie, w rejonie aurgazińskim. W 2010 liczyła 706 mieszkańców, głównie Tatarów.

## Urodzeni
- Ibrahim Galimdżan - tatarski pisarz, uczony i działacz społeczny.